# Pilea suffruticosa
Pilea suffruticosa là loài thực vật có hoa trong họ Tầm ma. Loài này được K. Krause miêu tả khoa học đầu tiên năm 1906.